# Joshua Fry Speed

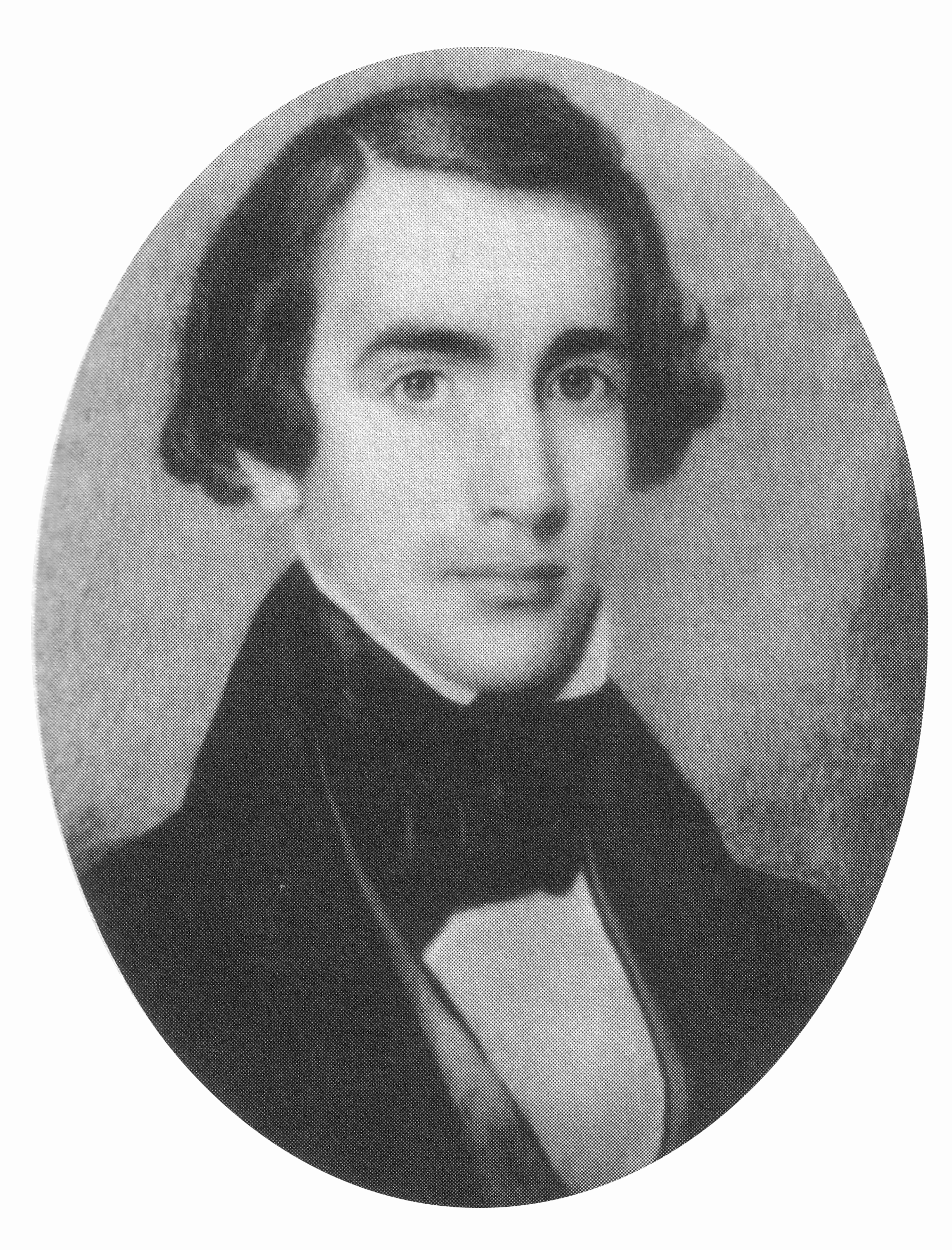
Joshua Fry Speed

Joshua Fry Speed, född 14 november 1814, död 29 maj 1882, var en nära ungdomsvän av USA:s president Abraham Lincoln.
Han var son till domare John Speed och Lucy Gilmer Fry Speed. Båda föräldrarna var från betydande slavägarfamiljer. Hans bror James Speed tjänstgjorde som USA:s justitieminister 1864-1866.
Han föddes i Louisville och studerade vid St. Joseph's Academy i Bardstown, Kentucky. Han flyttade 1835 till Springfield, Illinois.
Speed hade en butik i Springfield dit Lincoln 1837 kom för att köpa en säng. Lincoln hade nyss anlänt i staden för att arbeta där som advokat. Samtalet slutade med att Lincoln och Speed bestämde sig för att dela rum med varandra och Lincoln också delade säng med Speed, eftersom det bara fanns en säng i rummet. Lincoln och Speed delade rum i några år.
Efter fadern John Speeds död 1840 återvände Joshua Speed till Kentucky. Han gifte sig 1841 med Fanny Henning. Lincoln, som hade brutit sin förlovning till Mary Todd på den planerade bröllopsdagen, nyårsdagen 1841, ändrade sig och bestämde sig att gifta sig han med. Lincoln gifte sig 1842 med Mary. Speed hade i sina brev bedyrat att äktenskapet gjorde honom lyckligare.
Lincoln och Speed fortsatte sin korrespondens i decennier. De var nära brevvänner och diskuterade sina privata problem i sina brev till varandra. Speed tackade nej till olika erbjudanden om ministerposter i Lincolns administration, medan hans bror James tackade 1864 ja till att bli Lincolns justitieminister.